# Émile Gabriel Langlois Bérard de Favas
 (février 2016).
Si vous disposez d'ouvrages ou d'articles de référence ou si vous connaissez des sites web de qualité traitant du thème abordé ici, merci de compléter l'article en donnant les références utiles à sa vérifiabilité et en les liant à la section « Notes et références ».
Émile Gabriel Langlois Bérard de Favas est un architecte, poète et musicien, né à L'Isle-Adam le 25 février 1840 et mort à Viarmes le 28 octobre 1910, sans enfant.

## Biographie
Son épouse fut Claire Julien 1847-1901, tous deux inhumés au cimetière de Viarmes.
Officier d’Académie, Émile commence sa carrière d’artiste comme dessinateur dans une imprimerie sur étoffe installée à Royaumont.
Il étudie le violon avec un professeur à Nointel et participe tout au long de sa vie à des formations locales pour animer de nombreuses fêtes régionales. Son premier emploi d’architecte l’amène à Beaumont-sur-Oise chez M. Vernier avant qu’il n’ouvre son propre cabinet à Viarmes situé au 38 rue Noire.
Parmi ses chantiers, on peut citer :
- la chapelle de Baillon à Asnières-sur-Oise ;
- restauration du château de la Reine Blanche à Asnières-sur-Oise ;
- les restaurations de l’église de Viarmes et du clocher de Belloy ;
- la restauration de l’école maternelle de Viarmes.

Une allée porte son nom à Viarmes, elle débute dans la route de Boran et se prolonge par un chemin piétonnier jusqu'à la rue Victor-Hugo.
Émile Gabriel Langlois Bérard De Favas a laissé une œuvre poétique significative dans laquelle, à travers de nombreuses poésies et chansons, il s’est fait le chantre de la région de Viarmes où il a passé la quasi-totalité de sa vie.